# 富法
富法（Fofa）是埃塞俄比亞南部南方各族州的小鎮，座標7°51′N 37°31′E / 7.850°N 37.517°E，海拔2,506米。根據埃塞俄比亞中央統計局2005年的普查資料，富法人口約1,929，其中男性966人，女性963人。